# Paraphlepsius cinereus
Paraphlepsius cinereus är en insektsart som beskrevs av Van Duzee 1892. Paraphlepsius cinereus ingår i släktet Paraphlepsius och familjen dvärgstritar. Inga underarter finns listade i Catalogue of Life.